# 아쿠미군

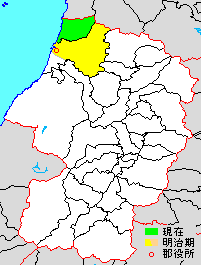
야마가타현 아쿠마군의 범위(초록색 :유자 정)

아쿠미군(일본어: 飽海郡, あくみぐん)은 일본 야마가타현의 군이다.
인구 11,669명, 면적 208.39km², 인구밀도 56명/km².(2025년 3월 1일, 추계인구)
이하 1정으로 구성된다.
- 유자정(遊佐町)

## 역사
- 2005년 11월 1일 - 하치만 정·마쓰야마 정·히라타 정이 사카타 시와 합병해 사카타시가 성립, 군에서 이탈하였다.